# Coenobita rugosus
Coenobita rugosus (coloquialmente conocido como Ruggie) es una de las especies de cangrejo ermitaño de tierra, nativas de Australia y en el este de las costas africanas hasta el sudoeste del Pacífico.

## Características e identificación
C. rugosus tiene cuatro patas para caminar, una pequeña pinza, una pinza grande, y antenas. Cuando se siente amenazado C. rugosus es capaz de hacer sonar un 'canto' por el roce de su pinza grande contra su concha.
C. rugosus varían de color dependiendo de la ingesta nutricional y colores comunes son verde, marrón y fuego, pero el negro, blanco, rosa y azul también se han observado. Ellos pueden ser diferenciados de otras especies de cangrejos ermitaños de la tierra por las estrías pronunciadas (marcas de punto) en sus grandes pinzas. Coenobita compressus y C. perlatus también poseen estas estrías, en menor medida, pero fácilmente se puede distinguir de C. rugosus por tamaño y color, especialmente en el caso de  C. perlatus que es un color llamativo rojo como un adulto.
Pueden ser de 15 mm de longitud y sus pedúnculos son arenosos de color y puede tener una franja marrón en la parte inferior de ellos. La pareja más baja de la segunda antena son de color naranja de color claro. Su garra grande tiene siete crestas en la parte superior y por lo general de pelo en el interior de ambas garras. En el último par de patas caminadoras, en el segundo segmento, es aplanado y el color es más claro. El abdomen es corto y la grasa.
Al igual que con otras especies de cangrejos ermitaños de la tierra C. rugosus  recolectan residuos y consume plantas, peces muertos, frutas y otros detritos.